# Madalum
Madalum è una municipalità di quarta classe delle Filippine, situata nella Provincia di Lanao del Sur, nella Regione Autonoma nel Mindanao Musulmano.
Madalum è formata da 37 baranggay:
- Abaga
- Bacayawan
- Bagoaingud
- Basak
- Bato
- Bubong
- Cabasaran
- Cadayonan
- Dandamun
- Diampaca
- Dibarosan
- Delausan
- Gadongan
- Gurain
- Kormatan
- Liangan
- Liangan I
- Lilitun
- Linao

- Linuk
- Lumbac
- Madaya
- Padian Torogan I
- Pagayawan
- Paridi-Kalimodan
- Poblacion
- Punud
- Racotan
- Raya
- Riray
- Sabanding
- Salongabanding
- Sogod Kaloy
- Sugod
- Tamporong
- Tongantongan
- Udangun